# Enzo Escobar
Sergio Enzo Escobar Olivares (Limache, 1 de noviembre de 1951) es un exfutbolista chileno que jugaba como lateral izquierdo y ha sido uno de los pocos jugadores presentes en tres finales de la Copa Libertadores de América. Destacó en el club Cobreloa, donde llegó tras su paso por Unión Española, equipo con el que había llegado a la final de la Copa Libertadores en 1975, y por Everton, club con el que debutó en su carrera profesional.

## Trayectoria
Podía desempeñarse indistintamente como defensa central, volante de corte o como lateral izquierdo. En Cobreloa, Vicente Cantatore lo probó como volante de contención, aunque al final Armando Alarcón se quedó con el puesto, pasando Escobar como lateral izquierdo, posición que mantuvo durante su estadía en el equipo naranja.
Ganó los campeonatos de 1980, 1982 y 1985, además de un Apertura en 1986 y disputó dos veces la final de la Libertadores.
De Cobreloa partió a principios de 1988, tras retirarse del fútbol, desde donde recuerda sus mejores años de futbolista: "Siempre estaré agradecido, era un equipo de verdad y ojalá vuelvan los éxitos, a nosotros sólo nos faltó la Copa Libertadores".

## Selección nacional
Escobar disputó 26 encuentros y jugó la Copa Mundial de Fútbol de 1982 en España, siendo suplente de Vladimir Bigorra; puesto que perdió a causa de una lesión. "Me costo bastante recuperar el ritmo y eso me jugó en contra, ya que sabía que el puesto era mío".
También disputó la Copa América de 1979 en la que llegaría a la final donde perdería con la Selección Paraguaya. 

### Participaciones en Copas del Mundo
| Mundial                        | Sede   | Resultado     |
| ------------------------------ | ------ | ------------- |
| Copa Mundial de Fútbol de 1982 | España | Primera Ronda |

## Clubes
| Club           | País  | Año       |
| -------------- | ----- | --------- |
| Everton        | Chile | 1972−1975 |
| Unión Española | Chile | 1975−1979 |
| Cobreloa       | Chile | 1980−1987 |

## Selección
| Selección               | Temporada       | Amistosos | Amistosos | Eleminatorias | Eleminatorias | Copa America | Copa America | Mundial | Mundial | Total | Total |
| Selección               | Temporada       | Part.     | Goles     | Part.         | Goles         | Part.        | Goles        | Part.   | Goles   | Part. | Goles |
| ----------------------- | --------------- | --------- | --------- | ------------- | ------------- | ------------ | ------------ | ------- | ------- | ----- | ----- |
| Selección chilena Chile | 1976            | 2         | 0         | -             | -             | -            | -            | -       | -       | 2     | 0     |
| Selección chilena Chile | 1977            | 4         | 0         | 4             | 0             | -            | -            | -       | -       | 8     | 0     |
| Selección chilena Chile | 1979            | 2         | 0         | -             | -             | 9            | 0            | -       | -       | 11    | 0     |
| Selección chilena Chile | 1980            | 1         | 0         | -             | -             | -            | -            | -       | -       | 1     | 0     |
| Selección chilena Chile | 1981            | 2         | 0         | 1             | 0             | -            | -            | -       | -       | 3     | 0     |
| Selección chilena Chile | 1982            | 1         | 0         | -             | -             | -            | -            | 0       | 0       | 1     | 0     |
| Total selección         | Total selección | 12        | 0         | 5             | 0             | 9            | 0            | 0       | 0       | 26    | 0     |

## Palmarés

### Campeonatos nacionales
| Título           | Club           | País  | Año  |
| ---------------- | -------------- | ----- | ---- |
| Primera División | Unión Española | Chile | 1975 |
| Primera División | Unión Española | Chile | 1977 |
| Primera División | Cobreloa       | Chile | 1980 |
| Primera División | Cobreloa       | Chile | 1982 |
| Primera División | Cobreloa       | Chile | 1985 |
| Copa Chile       | Cobreloa       | Chile | 1986 |

### Distinciones individuales
| Distinción                | Año  |
| ------------------------- | ---- |
| Mejor futbolista de Chile | 1977 |